# Campionat del Món d'esquí nòrdic de 1939

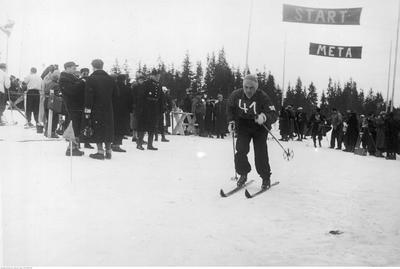
Imatge de l'edició de 1939.

El Campionat del Món d'esquí nòrdic de 1939 fou la dotzena edició del Campionat del Món d'esquí nòrdic. Es van disputar cinc proves, totes masculines, entre l'11 i el 19 de febrer de 1939 a Zakopane, Polònia.

## Resultats

### Esquí de fons
| Prova   | Or                                                                            | Plata                                                                | Bronze                                                                              |
| 18 km   | Juho Kurikkala (FIN)                                                          | Klaes Karppinen (FIN)                                                | Carl Pahlin (SWE)                                                                   |
| 50 km   | Lars Bergendahl (NOR)                                                         | Klaes Karppinen (FIN)                                                | Oscar Gjøslien (NOR)                                                                |
| 4x10 km | Finlàndia Pauli Pitkänen · Olavi Alakulppi · Eino Olkinuora · Klaes Karppinen | Suècia Alvar Hägglund · Selm Stenvall · John Westbergh · Carl Pahlin | Itàlia Aristide Compagnoni · Severino Compagnoni · Goffredo Baur · Alberto Jammaron |

### Combinada nòrdica
| Prova      | Or                  | Plata                     | Bronze                |
| Individual | Gustl Berauer (GER) | Gustaf Adolf Sellin (SWE) | Magnar Fosseide (NOR) |

### Salt d'esquí
| Prova          | Or                | Plata             | Bronze                    |
| Trampolí llarg | Josef Bradl (GER) | Birger Ruud (NOR) | Arnholdt Kongsgaard (NOR) |

## Medaller
| Posició | País      | Or | Plata | Bronze | Total |
| 1       | Finlàndia | 2  | 2     | 0      | 4     |
| 2       | Alemanya  | 2  | 0     | 0      | 2     |
| 3       | Noruega   | 1  | 1     | 3      | 5     |
| 4       | Suècia    | 0  | 2     | 1      | 3     |
| 5       | Itàlia    | 0  | 0     | 1      | 1     |
|         | TOTAL     | 5  | 5     | 5      | 15    |